# صبري عرفة
صبري عرفة الكومي عضو سابق بمكتب الإرشاد بجماعة الإخوان المسلمين والأمين السابق للتنظيم العالمي للإخوان المسلمين من مواليد 1930 بالمنصورة دقهلية، حكم عليه بالإعدام شنقاً هو وستة آخرين من بينهم سيد قطب في قضية إحياء تنظيم الإخوان المسلمين عام 1965 ثم خفف عنه الحكم إلي المؤبد.